# Врх-при-Полянах
Врх-при-Полянах (словен. Vrh pri Poljanah) — поселення в общині Рибниця, регіон Південно-Східна Словенія, Словенія.